# Epitola leonina
Epitola leonina är en fjärilsart som beskrevs av Bethune-Baker 1903. Epitola leonina ingår i släktet Epitola och familjen juvelvingar. Inga underarter finns listade i Catalogue of Life.